# Сафиуллин, Нургали Абдулбариевич
Сафиуллин Нургали Абдулбариевич — заслуженный тренер Республики Казахстан по боксу. Родился 17 января 1957 года в городе Туркестан в семье водителя Абдулбари Сафиуллина и повара Флюры Сафиуллиной. По национальности — татарин.
В 1978 году окончил факультет физической культуры и спорта Казахского государственного института физической культуры. В том же году начал свою тренерскую деятельность в областной спортивной школе в качестве тренера-преподавателя по боксу.
За свою профессиональную карьеру подготовил ряд выдающихся боксёров, среди которых:
- Тимофей Чернов — победитель первенства СССР (г. Пенза), двукратный финалист Кубка СССР (личный зачёт), призёр Спартакиады народов СССР (г. Москва).
- Талгат Жолдасбаев — призёр чемпионатов СССР, многократный чемпион Казахстана.
- Нурлан Орынбаев — чемпион Спартакиады Казахстана.
- Мырзагали Айтжанов — победитель первенства СССР 1988 года, чемпион Европы среди молодёжи (Польша), призёр чемпионатов СССР.
- Нуржан Сманов — победитель первенства СССР (1988, 1989, 1990 гг.), победитель международного турнира «Дружба» (Болгария), чемпион Европы, двукратный финалист чемпионатов мира среди молодёжи, чемпион Азии (Тегеран, 1994 г.), чемпион Азиатских игр (Хиросима, 1994 г.), финалист чемпионата Азии (Ташкент, 1995 г.), 5-е место на Олимпийских играх (Атланта, 1996 г.), финалист Азиатских игр (Бангкок, 1998 г.).
- Канат Шагатаев — чемпион Спартакиады народов СССР, чемпион Азиатских игр (Хиросима, 1994 г.), финалист Кубка мира.
- Алишер Алтаев — призёр Спартакиады школьников СССР.
- Мухтархан Дильдабеков — чемпион Азиатских игр (Бангкок, 1998 г.), финалист чемпионатов Азии (Ташкент, 1999 г.; Филиппины, 2004 г.), финалист чемпионата мира (Хьюстон, 1999 г.), финалист Олимпийских игр (Сидней, 2000 г.), финалист Азиатских игр (Пусан, 2002 г.), финалист Афро-Азиатских игр (Хайдарабад, 2003 г.), 5-е место на Олимпийских играх (Афины, 2004 г.).
- Бейбут Шуменов — чемпион Азии (Филиппины, 2004 г.), финалист первых Афро-Азиатских игр (Индия, 2003 г.), участник Олимпийских игр (Афины, 2004 г.).
- Досжан Оспанов — чемпион Азии (Инчхон).

Работал тренером в Китае, где подготовил:
- Каната Ислама — призёр Азиатских игр (Доха, 2006 г.), призёр чемпионатов мира (Чикаго, 2007 г.), чемпионатов Азии (Улан-Батор, 2007 г.), призёр Олимпийских игр (Пекин, 2008 г.).
- Яшан Ниджат — призёр чемпионата мира (Чикаго, 2007 г.), участник Олимпийских игр (Пекин, 2008 г.), чемпион мира среди вооружённых сил.
- Маматурсун Чон — чемпион Азии, участник Олимпийских игр (Пекин, 2008 г.).

Работая тренером в сборной команде Республики Казахстан по боксу, был наставником следующих спортсменов:
- Иван Дычко,
- Антон Пинчук,
- Василий Левит,
- Темиртас Жусупов,
- Закир Сафиуллин,
- Батырхан Жаксыбаев и др.

### Государственные награды
За выдающиеся заслуги в развитии казахстанского бокса награждён:
- Медалью «Ерен еңбегі үшін» (12 октября 2000 г.).
- Медалью «Дене шынықтыру және спортты дамытуға сіңірген еңбегі үшін» (25 октября 2012 г.).
- Медалью «Қазақстан Республикасының тәуелсіздігіне 20 жыл».
- Орденом «Құрмет».